# Эпей, Эмили Беатрис
Эмили Беатрис Эпей — центральноафриканский политик и педагог. Она была министром правительства и работала в Национальном собрании. Эпей выступает за лучшее управление, экономическое развитие и свободы гражданского общества, защищает права человека и способствует национальному примирению. В 2015 году она получила Международную женскую премию за отвагу Госдепартамента США.

## Биография
Эмили Беатрис Эпей родилась около 1956 года и выучилась на учителя. Она управляла семейным транспортным бизнесом и занималась торговлей.

### La Fondation la Voix du coeur
La Fondation la Voix du coeur (Фонд «Голос сердца») был основан в 1994 году Люсьеной Патассе, первой леди президента Анж-Феликса Патассе, для наставничества надо беспризорными детьми. В Банги был построен дом, созданный в качестве убежища от насилия или при покинутости, в котором детей кормят, обучают, оказывают медицинскую помощь. После смерти Люсьен Патассе в 2000 году Эпай приняла на себя руководство организацией.

### Политическая карьера
В 2003 году генерал Франсуа Бозизе возглавил переворот против бывшего лидера Центральноафриканской Республики Патассе и пришел к власти. Он учредил переходный совет, в который вошли большинство оппозиционных партий, и поручил им разработать конституцию 2004 года. Эпайе была назначена председателем Комиссии по иностранным делам Национальной ассамблеи и членом Национального переходного совета с 2003 по 2005 год. В 2005 году она стала министром торговли, промышленности и малого и среднего бизнеса и занимала эту должность пять лет. В 2008 году она стала министром торговли и промышленности и занимала эту должность до 2011 года.
В 2013 году коалиция вооруженных групп, называющих себя «Селека» («альянс» на языке санго), свергла правительство Бозизе. Мишель Джотодия объявил себя президентом, после чего начался кризис. Мусульманское главенство Джотодия в преимущественно христианской стране привело к формированию ополчений, межконфессиональному насилию и, наконец, согласию Джотодия уйти в отставку. Совет Безопасности ООН, Африканский Союз и правительство Франции направили войска для помощи в стабилизации района, и был назначен новый Переходный совет. Эпай снова была назначена на должность в переходном правительстве, а Кэтрин Самба-Панза была избрана руководить страной в переходный период. Следующие демократические выборы прошли в конце 2015 года.

### Панафриканские организации
С 2003 по 2005 год Эпай была членом Межпарламентской комиссии Экономического и валютного сообщества Центральной Африки. Она возглавляла Африканскую организацию интеллектуальной собственности с 2008 года и в качестве члена Совета директоров руководила первой Африканской конференцией по интеллектуальной собственности в Дакаре. Она также работала в Совете министров Экономического союза Центральной Африки, который в 2010 году наградил её медалью Великого офицера ордена «За заслуги» от сообщества CEMAC.